# 구리바야시 다다미치
구리바야시 다다미치(일본어: 栗林 忠道, 1891년 7월 7일 ~ 1945년 3월 26일)는 일본 제국 육군의 군인이다. 최종 계급은 육군 대장. 제2차 세계 대전에서 이오지마 전투를 지휘하였다. 나가노현 하니시나군 니시조촌(지금의 나가노시 마쓰시로정) 출신이다.

## 경력
1911년 육군사관학교를 26기로 졸업하고, 기병으로 전속되었다. 1923년 육군대학을 수석으로 수료하였고, 1928년 미국의 대사관 주재무관으로 파견되었다. 이때 하버드 대학에서 학위를 받고, 미국 각지를 여행하면서 미국의 국력을 체험하여 "미국과 벌이는 전쟁은 절망적이다. 큰 오산이다"라고 쓰기도 했다. 1931년에는 캐나다에 파견되었고, 이후 일본에 돌아와 육군참모본부에서 근무하였다. 1940년 소장으로 진급하였다. 그는 문학적 재능을 발휘하여 몇 개의 소설을 쓰기도 하였다.

## 태평양 전쟁
1941년 12월, 구리바야시는 23군의 참모장으로 영국령이었던 홍콩, 싱가포르 공략전에 참전, 승리하였다. 1943년 중장으로 승진하여 예비사단이었던 제2근위사단의 사단장이 되었다. 1944년 5월 제109사단의 사단장이 되어 이오섬의 수비대를 이끌게 되었다. 그는 이듬해 2월부터 시작된 이오지마 전투에서 21,000명의 병력을 이끌고 15만 명이 넘는 연합군에게 막대한 피해를 입히는 전과를 올렸으나, 결국 지연전 끝에 절망적인 상황이 되자 스스로 검을 들고 최후의 돌격을 감행하다가 전사하였다. 그의 시체는 확인되지 않았다.
전사 후 대장에 추서되었다.

## 관련 도서
- 《이오지마에서 온 편지》- 가케하시 구미코 지음, 씨앗을 뿌리는 사람

## 같이 보기
- 신도 요시타카